# Мали-Врановац
Мали-Врановац (серб. Мали Врановац, Mali Vranovac; алб. Vranoc i Vogël) — село в общине Дечани в исторической области Метохия. С 2008 года находится под контролем частично признанной Республики Косово.

## Административная принадлежность
| Сербская позиция                                                                 | Албанская позиция                                            |
| -------------------------------------------------------------------------------- | ------------------------------------------------------------ |
| входит в общину Дечани Печского округа автономного края Косово и Метохия, Сербия | входит в общину Дечани Джяковицкого округа Республики Косово |

## Население
Согласно переписи населения 1981 года в селе проживало 140 человек: 134 албанца и 6 черногорцев.
Согласно переписи населения 2011 года в селе проживал 101 человек: 45 мужчин и 56 женщин; все албанцы.
| Численность населения | Численность населения | Численность населения | Численность населения | Численность населения | Численность населения | Численность населения |
| 1948                  | 1953                  | 1961                  | 1971                  | 1981                  | 1991                  | 2011                  |
| --------------------- | --------------------- | --------------------- | --------------------- | --------------------- | --------------------- | --------------------- |
| 120                   | 135                   | 148                   | 150                   | 140                   | 119                   | 101                   |

## Достопримечательности
На территории села находится доисторический археологический объект.